# 小行星15379
小行星15379（15379 Alefranz）是一颗绕太阳运转的小行星，为主小行星带小行星。该小行星于1997年8月29日发现。

## 轨道参数
小行星15379的轨道半长轴为2.4609972 UA，离心率为0.103。